# ليام فولتون
ليام فولتون (بالإنجليزية: Liam Fulton)‏ هو لاعب دوري الرغبي أسترالي، ولد في 8 أغسطس 1984 في سيدني في أستراليا.